# Per-Olof Ekvall
Per-Olof Ekvall, folkbokförd Per Olof Ekvall, född 3 november 1929 i Tranås, Säby församling, Jönköpings län, död 11 maj 2018,var en svensk skådespelare och recitatör.
Ekvall var elev vid Norrköping-Linköping stadsteater 1954–1956. 1962–1967 var han engagerad vid Dramaten där han gjorde totalt 22 roller. Han filmdebuterade 1956 och han kom att medverka i drygt tio filmer.
Han var från 1957 till sin död gift med folkskolläraren Maj-Britt Nilsson (född 1932).
Ekvall är begravd på Österhaninge begravningsplats.

## Filmografi
- 1956 – Blånande hav
- 1956 – Sången om den eldröda blomman
- 1958 – Damen i svart
- 1958 – Du är mitt äventyr
- 1959 – Fridolfs farliga ålder
- 1962 – Maximum
- 1966 – Operation Argus (TV-serie)
- 1967 – Trettondagsafton
- 1978 – Bevisbördan (TV-serie)
- 1979 – Den nya människan
- 1980 – Flygnivå 450

## Teater

### Roller (ej komplett)
| År   | Roll                                                          | Produktion                                                                  | Regi                | Teater                           |
| ---- | ------------------------------------------------------------- | --------------------------------------------------------------------------- | ------------------- | -------------------------------- |
| 1955 |                                                               | Pippi Långstrump Astrid Lindgren                                            | Bertil Norström     | Norrköping-Linköping stadsteater |
| 1955 |                                                               | Vår lilla stad Thornton Wilder                                              | Ingrid Luterkort    | Norrköping-Linköping stadsteater |
| 1955 | Herrn                                                         | Jag vill vara en annan Leck Fischer                                         | Kurt-Olof Sundström | Norrköping-Linköping stadsteater |
| 1955 |                                                               | Körsbärsträdgården Anton Tjechov                                            | John Zacharias      | Norrköping-Linköping stadsteater |
| 1955 |                                                               | Blåjackor Lajos Lajtai och Lauri Wylie                                      | John Zacharias      | Norrköping-Linköping stadsteater |
| 1956 | Journalisten                                                  | Åh, en så’n pappa! Liam O’Brien                                             | Olof Thunberg       | Norrköping-Linköping stadsteater |
| 1958 |                                                               | Borgare och adelsman Moliére                                                | Tore Karte          | Fredriksdalsteatern              |
| 1963 | SS-man 2 Patrullerande 2                                      | Svejk i andra världskriget Bertolt Brecht                                   | Alf Sjöberg         | Dramaten                         |
| 1964 | En flykting                                                   | Tre knivar från Wei Harry Martinson                                         | Ingmar Bergman      | Dramaten                         |
| 1965 | Ragotin                                                       | Don Juan Molière                                                            | Ingmar Bergman      | Dramaten                         |
| 1965 | Soldat I (Bild 6) Soldat II (Bild 8) Soldat I En äldre soldat | Mutter Courage Bertolt Brecht                                               | Alf Sjöberg         | Dramaten                         |
| 1967 | Inspicienten                                                  | Flickan i Montreal Lars Forssell                                            | Jackie Söderman     | Dramaten                         |
| 1972 | Robert Westerby                                               | Skulle det dyka upp fler lik är det bara å ringa (Busybody) Jack Popplewell | Stig Ossian Ericson | Riksteatern                      |
| 1981 | Läraren                                                       | Stora landsvägen August Strindberg                                          | Allan Edwall        | Riksteatern                      |
| 1981 |                                                               | Far och son Björn Lindroth och Björn Nilsson                                |                     | Riksteatern                      |
| 1983 |                                                               | Snöbollskriget Hagar Olsson                                                 | Gösta Bredefeldt    | Riksteatern                      |